# 1990년대 일본의 텔레비전 드라마 목록
다음은 1990년대에 일본의 텔레비전에서 방송되었던 드라마 프로그램을 나열한 목록이다.

## 1990년 ~ 1994년
| 작품 명                       | 장르               | 제작국  | 방송 시간 | 주연                                            |
| ----------------------------- | ------------------ | ------- | --------- | ----------------------------------------------- |
| 기묘한 이야기                 | 옴니버스 TV 드라마 | 후지 TV | 1990년    |                                                 |
| 도쿄 러브 스토리              | TV 드라마          | 후지 TV | 1991년    | 스즈키 호나미, 오다 유지                        |
| 101번째 프러포즈              |                    | 후지 TV | 1991년    | 아사노 아츠코, 타케다 테츠야                    |
| 사랑이라는 이름으로           |                    | 후지 TV | 1992년    | 스즈키 호나미                                   |
| 뒤돌아보면 녀석이 있다        |                    | 후지 TV | 1993년    | 오다 유지, 이시구로 켄                          |
| 시마 과장                     |                    | 후지 TV | 1993년    | 타쿠마 신                                       |
| 시간을 달리는 소녀            |                    | 후지 TV | 1994년    | 우치다 유키                                     |
| 후루하타 닌자부로             |                    | 후지 TV | 1994년    | 타무라 마사카즈                                 |
| 돈이 없어!                    |                    | 후지 TV | 1994년    | 오다 유지                                       |
| 29세의 크리스마스             |                    | 후지 TV | 1994년    | 야마구치 토모코, 야나기바 토시로, 마츠시타 유키 |
| 인간 실격: 내가 만약 죽는다면 |                    | TBS     | 1994년    | 아카이 히데카즈                                 |

## 1995년 ~ 1999년
| 작품 명                          | 장르 | 제작국           | 방송 시간       | 주연                                          |
| -------------------------------- | ---- | ---------------- | --------------- | --------------------------------------------- |
| 3학년 B반 긴파치선생 ~제4시리즈~ |      | TBS              | 1995년 - 1996년 |                                               |
| 미성년                           |      | TBS              | 1995년          | 이시다 잇세이                                 |
| 별의 금화                        |      | NTV              | 1995년          | 사카이 노리코                                 |
| 소년탐정 김전일 제1시리즈        |      | NTV              | 1995년          | 도모토 츠요시, 토모사카 리에, 후루오야 마사토 |
| 이구아나의 딸                    |      | TV 아사히        | 1996년          | 칸노 미호                                     |
| 장난스런 키스                    |      | TV 아사히        | 1996년          | 카시와바라 타카시, 사토 아이코                |
| 하쿠센 나가시                    |      | 후지 TV          | 1996년          | 나가세 토모야, 사카이 미키                    |
| 롱 베케이션                      |      | 후지 TV          | 1996년          | 기무라 타쿠야, 야마구치 토모코                |
| 쇼타의 초밥                      |      | 후지 TV          | 1996년          | 카시와바라 타카시                             |
| 소년탐정 김전일 제2시리즈        |      | NTV              | 1996년          | 도모토 츠요시, 토모사카 리에, 후루오야 마사토 |
| 춤추는 대수사선                  |      | 후지 TV          | 1997년          | 오다 유지                                     |
| 그것이 답이다!                   |      | 후지 TV          | 1997년          | 미카미 히로시                                 |
| 유리가면                         |      | TV 아사히        | 1997년          | 아다치 유미, 마츠모토 메구미                  |
| 사이코메트러 에지                |      | NTV              | 1997년          | 마츠오카 마사히로                             |
| 실락원                           |      | NTV              | 1997년          | 후루와 잇코우, 카와시마 나오미                |
| 불쾌한 과실                      |      | TBS              | 1997년          | 이시다 유리코                                 |
| 브라더스                         |      | 후지 TV          | 1998년          | 나카이 마사히로                               |
| 쇼무니                           |      | 후지 TV          | 1998년          | 에스미 마키코                                 |
| 신이시여, 조금만 더              |      | 후지 TV          | 1998년          | 카네시로 타케시, 후카다 쿄코                  |
| 세상에서 아빠가 제일 좋아        |      | 후지 TV          | 1998년          | 아카시야 산마, 히로스에 료코                  |
| 때리는 여자                      |      | 후지 TV          | 1998년          | 와쿠이 에미                                   |
| 기적의 인간                      |      | 요미우리 TV 방송 | 1998년          | 야마자키 마사요시                             |
| GTO                              |      | 간사이 TV 방송   | 1998년          | 소리마치 타카시, 마츠시마 나나코              |
| 마녀의 조건                      |      | TBS              | 1999년          | 마츠시마 나나코, 타키자와 히데아키            |
| 케이조쿠                         |      | TBS              | 1999년          | 나카타니 미키, 와타베 아츠로                  |
| 3학년 B반 긴파치선생 ~제5시리즈~ |      | TBS              | 1999년 - 2000년 |                                               |
| 오버타임                         |      | 후지 TV          | 1999년          | 소리마치 타카시                               |
| 구명 병동 24시 시즌 1            |      | 후지 TV          | 1999년          | 에구치 요스케, 마츠시마 나나코                |
| 링~최종장~                       |      | 후지 TV          | 1999년          | 야나기바 토시로, 나가세 토모야, 쿠로키 히토미 |
| 위험한 관계                      |      | 후지 TV          | 1999년          | 토요카와 에츠시                               |

## 같이 보기
- 1990년대 텔레비전 드라마 목록
- 1980년대 일본의 텔레비전 드라마 목록
- 2000년대 일본의 텔레비전 드라마 목록